# Torquemada (kommunhuvudort)
Torquemada är en kommunhuvudort i Spanien.   Den ligger i provinsen Provincia de Palencia och regionen Kastilien och Leon, i den centrala delen av landet, 190 km norr om huvudstaden Madrid. Torquemada ligger 747 meter över havet och antalet invånare är 1 068.
Terrängen runt Torquemada är lite kuperad. Runt Torquemada är det glesbefolkat, med 8 invånare per kvadratkilometer. Närmaste större samhälle är Palencia, 17,2 km väster om Torquemada. Trakten runt Torquemada består till största delen av jordbruksmark.